# Georg Friedrich zu Castell-Rüdenhausen
Georg Friedrich Graf und Herr zu Castell-Rüdenhausen (* 21. August 1600 in Rüdenhausen; † 29. März 1653 ebenda) war von 1635 bis 1653 ein Herrscher der geteilten Grafschaft Castell.

## Die Grafschaft vor Georg Friedrich
Zwei Entwicklungen prägten die Grafschaft Castell vor dem Herrschaftsantritt des Georg Friedrich. Zum einen hatten die Vorgänger des Grafen die Reformation in ihren Herrschaftsbereichen eingeführt, um so weitere Machtverluste gegenüber dem größeren, katholischen Bistum Würzburg verhindern zu können. Insbesondere Heinrich IV. zu Castell, der Großonkel  des Georg Friedrich, tat sich als evangelischer Landesherr hervor und unterzeichnete 1579 die Konkordienformel.
Die andere Entwicklung betraf die Herrschaftsgebiete der Grafen. Zwei große Landesteile, zum einen Remlingen im Westen Würzburgs, zum anderen Rüdenhausen in dessen Osten, hatten sich entwickelt. Mit dem Tod des Georg II. zu Castell, 1597, wurde die Grafschaft aufgeteilt, wohl auch, um die weit entfernten Landesportionen besser regieren zu können. Zu Beginn des 17. Jahrhunderts begann allerdings der Dreißigjährige Krieg und brachte den zwei Grafschaftsteilen viele Verluste.

## Leben
Georg Friedrich wurde am 21. August 1600 im unterfränkischen Rüdenhausen, Residenzort der Grafen, geboren. Er war der erstgeborene Sohn des Gottfried zu Castell-Rüdenhausen und dessen Ehefrau Anna Schenkin zu Limpurg in Obersontheim. Georg Friedrich hatte einen jüngeren Bruder, der allerdings keinerlei Anspruch auf die Grafschaft hatte. Die frühe Ausbildung des späteren Landesherren liegt dann im Dunkeln, wahrscheinlich erhielt der Graf Unterricht durch einen Hauslehrer.
Nachdem Georg Friedrich die grundlegende Bildung erhalten hatte, begann er ein Studium. Hierzu schrieb er sich zunächst an der Universität Straßburg ein, wechselte später nach Tübingen. Anschließend begab er sich auf eine zeittypische Kavalierstour durch Europa. Sie führte ihn zuerst nach Frankreich, dann ins Königreich England und schließlich in die Niederlande. Von hier aus kehrte er nach Franken zurück.
Mit dem Tod des Vaters im Jahr 1635 übernahm Georg Friedrich die Grafschaft Castell-Rüdenhausen auf dem Höhepunkt der Auseinandersetzungen im Dreißigjährigen Krieg. Bereits zuvor hatte die Familie das Schloss in Rüdenhausen mehrfach verlassen müssen, 1636 gelang es Georg Friedrich allerdings vorläufig zurückzukehren. Dennoch hatte die Grafschaft hohe Kriegskontributionen abwechselnd an die katholischen Kaiserlichen und die protestantischen Schweden zu entrichten.
Im Mai 1636 kam es zu Nahrungsengpässen in Rüdenhausen, der bereits erkrankte Graf musste nach Obersontheim fliehen. Hier, im Schloss der Verwandten seiner Mutter, blieb er bis zum Herbst. Dann reiste er ins markgräflich-ansbachische Kitzingen weiter und blieb in der befestigten Stadt bis ins Jahr 1640. Zu diesem Zeitpunkt waren viele seiner Untertanen in Rüdenhausen entweder geflohen, oder von den eintretenden Seuchen vernichtet worden.
1641 kehrte Georg Friedrich in die ausgezehrte Grafschaft Castell zurück und baute wiederum eine Regierung auf. Diese bestand lediglich aus einem Amtmann und einem Kanzleischreiber, die allerdings ausreichten, um die dezimierte Bevölkerung zu verwalten. Am 10. April 1647 reiste der Graf persönlich ins schwedische Hauptquartier nach Niederwerrn, um die Forderungen der Protestanten zu senken. Nach der Beendigung des Krieges lebte Georg Friedrich noch einige Jahre in Rüdenhausen und starb hier am 29. März 1653 zweiundfünfzigjährig.

## Ehe und Nachkommen
Graf Georg Friedrich heiratete am 30. November 1636 in Sommerhausen Anna Schenkin zu Limpurg in Speckfeld. Mit dieser hatte er insgesamt neun Kinder, von denen jedoch nicht alle das Erwachsenenalter erreichten. Als Nachfolger wurde der Erstgeborene Philipp Gottfried aufgebaut.
- Philipp Gottfried (* 11. November 1641 in Rüdenhausen; † 10. Juni 1681 ebenda)
- Friedrich Ludwig (* 21. Oktober 1642 in Rüdenhausen; † 8. Dezember 1680 ebenda)
- Heinrich Albrecht (* 5. November 1643 in Rüdenhausen; † 3. August 1674 in Nürnberg)
- Sophia Christina (* 1. November 1644; † 20. Juni 1647)
- Luise Juliana (* 24. Januar 1646 in Rüdenhausen; 1. August 1687 in Wiesenbronn)
- Maria Magdalena (* 22. Juli 1647; † 11. April 1648 in Sommerhausen)
- Eberhard (* 17. Februar 1650 in Rüdenhausen; † 10. September 1674 in Frankenthal)
- Johann Friedrich (* 21. Mai 1651; † 12. August 1651)
- Dorothea Elisabeth (* 24. Mai 1652 in Rüdenhausen; † 14. Februar 1726 in Würzburg)[4]